# Encyclopedia Lituanica
Die Encyclopedia Lituanica (wahrscheinlich in Anlehnung an die Encyclopedia Britannica oder die Encyclopedia Americana benannt) ist eine sechsbändige Enzyklopädie in englischer Sprache mit mehr als 3600 Seiten, die  Litauen und Themen mit Bezug zu Litauen beschreibt. Sie wurde 1970–1978  in Boston, Massachusetts, von litauischen Emigranten, die Litauen nach Ende des Zweiten Weltkriegs verlassen hatten, veröffentlicht. Bis heute gibt es kein vergleichbar umfassendes Werk über Litauen auf Englisch.
Die Enzyklopädie wurde von denselben Personen veröffentlicht, die zuvor 1953–1966 schon die Lietuvių enciklopedija, eine 35-bändige Generalenzyklopädie in litauischer Sprache erarbeitet hatten. Später wurden dieser noch 2 Bände mit Ergänzungen und Nachträgen hinzugefügt, der 37. und letzte Band erschien 1985. Das Unternehmen war durch die Tatsache besonders erschwert, dass der Großteil der Quellen und Nachschlagewerke sich den Autoren unzugänglich hinter dem Eisernen Vorhang in der Sowjetunion befand.
Viele der Einträge in der Encyclopedia Lituanica beruhen auf den älteren Einträgen der Lietuvių enciklopedija, die sich zu etwa zwei Fünfteln Themen mit Bezug zu Litauen widmete. Der überwiegende Anteil der Artikel wurde also zuerst auf Litauisch verfasst und erst danach ins englische übersetzt. Den Übersetzungen wird jedoch von Rezensenten eine gute Qualität zugesprochen.
Die Enzyklopädie erschien in der Lithuanian Encyclopedia Press, die von Juozas Kapočius gegründet worden war und diesem gehörte. 1995 erhielt Kapočius für seine Verdienste den Orden des litauischen Großfürsten Gediminas. Herausgeber der Encyclopedia Lituanica war Simas Sužiedėlis; in ihrem letzten Band sind 197 Autoren aufgelistet, beinahe ausschließlich Litauer.